# Оснивачки конгрес Пелагићеваца
Оснивачки конгрес »Пелагићеваца«, тајне револуционарне комунистичке организације, одржан је на брду Стражилову на Фрушкој гори 9. марта 1919. године.

## Позадина
Југословенски ветерани из руске револуције намеравали су да дигну совјетску револуцију у Краљевини СХС. У Москви су организовали Комитет будуће Комунистичке партије Срба, Хрвата и Словенаца, којом је требало да управљају првенствено бивши учесници Октобарске револуције и Руског грађанског рата.
По повратку у земљу, 27. фебруара 1919. одржана је седница Комитета у Новом Саду, на којој је донета одлука да се сазове илегални конгрес на Фрушкој гори.

## Ток конгреса
9. марта на Стражилову одржан је оснивачки конгрес Југославенског комунистичког револуционарног савеза Пелагићеваца. Сабору су присуствовали не само повратници из руске револуције, него и социјалдемократи из земље.
Конгрес је отворио Никола Груловић излагањем о међународној ситуацији. Председавали су Никола Груловић и Миливоје Мијатов, а секретари су били: Лазар Вукићевић и Јован Шипош.
Дневни ред имао је пет точака: 
- Извештај иницијативног комитета;
- Програм — декларација;
- Задаћа момента;
- Статут;
- О јединству радничког покрета, избор делегата за конгрес уједињења и избор Централног већа.

## Делегати
У сачуваном извештају се каже да је на конгресу учествовало 48 делегата. Никола Груловић у мемоарима наводи имена 32 делегата, међу којима:
- Лазар Вукићевић,
- Никола Груловић,
- Фрањо Дробни,
- Љубо Мојин,
- Милан Говорчин,
- Јован Шипош,
- Спасоје Стејић,
- Андрија Михајловић,
- Александар Тајков,
- Никола Витас,
- Сава Лазић,
- Жарко Табаковић,
- Љубица Заклановић,
- Адела Павошевић,
- Младен Дунђеров,
- Миливоје Мијатов,
- Живанко Степанчевић,
- Петар Михалчић,
- Аћим Груловић,
- Милош Златар,
- Никодим Рафаиловић,
- Никола Ковачевић,
- Петар Јеремић,
- Лазар Бугарски,

и други. По националном саставу, конгрес пелагићеваца је носио опште југословенско обележје.

## Одлуке
На конгресу су усвојени статут и програм организације. На конгресу су усвојене четири одлуке.
- да се иде на Конгрес уједињења: »Да се учествује у социјалистичком конгресу који организују југословенске социјалистичке струје на 20—21—22. априла ове године с тиме да се на њему предложи стварање комунистичке партије. А у случају ако овај предлог неће бити примљен, да се наша група претвори у партију и продужи рад самостално.«
- да се не приступа социјалдемократама док не прихвате диктатуру пролетаријата: »неулажењу у редове Српске социјалдемократске организације, док год се у њеним редовима налазе елементи који не стоје на платформи диктатуре пролетаријата.«
- да се издаје властити лист и литература, јер се социјалистичка штампа у земљи не управља »паролама револуционарне борбе«.
- да се »хитно започне организација Црвене армије«.[1]

У почасни президијум изабрани су Владимир Лењин, Бела Кун и други.